# Головчак лісовий
Головчак лісовий (Thymelicus sylvestris) — вид денних метеликів родини Головчаки (Hesperiidae).

## Поширення
Головчак лісовий поширений в Європі, Північній Африці та Західній Азії від Ірландії та Великої Британії до Уральських гір та Ірану.
В Україні вид поширений у лісовій і лісостеповій зонах, та на півдні Криму. Зрідка трапляється у степовій зоні.

## Опис
Тіло 13-15 мм завдовжки. Крила зверху вохристо-руді із золотистим відливом. У самців на передніх крилах є темний тонкий вигнутий андроконіальний штрих.

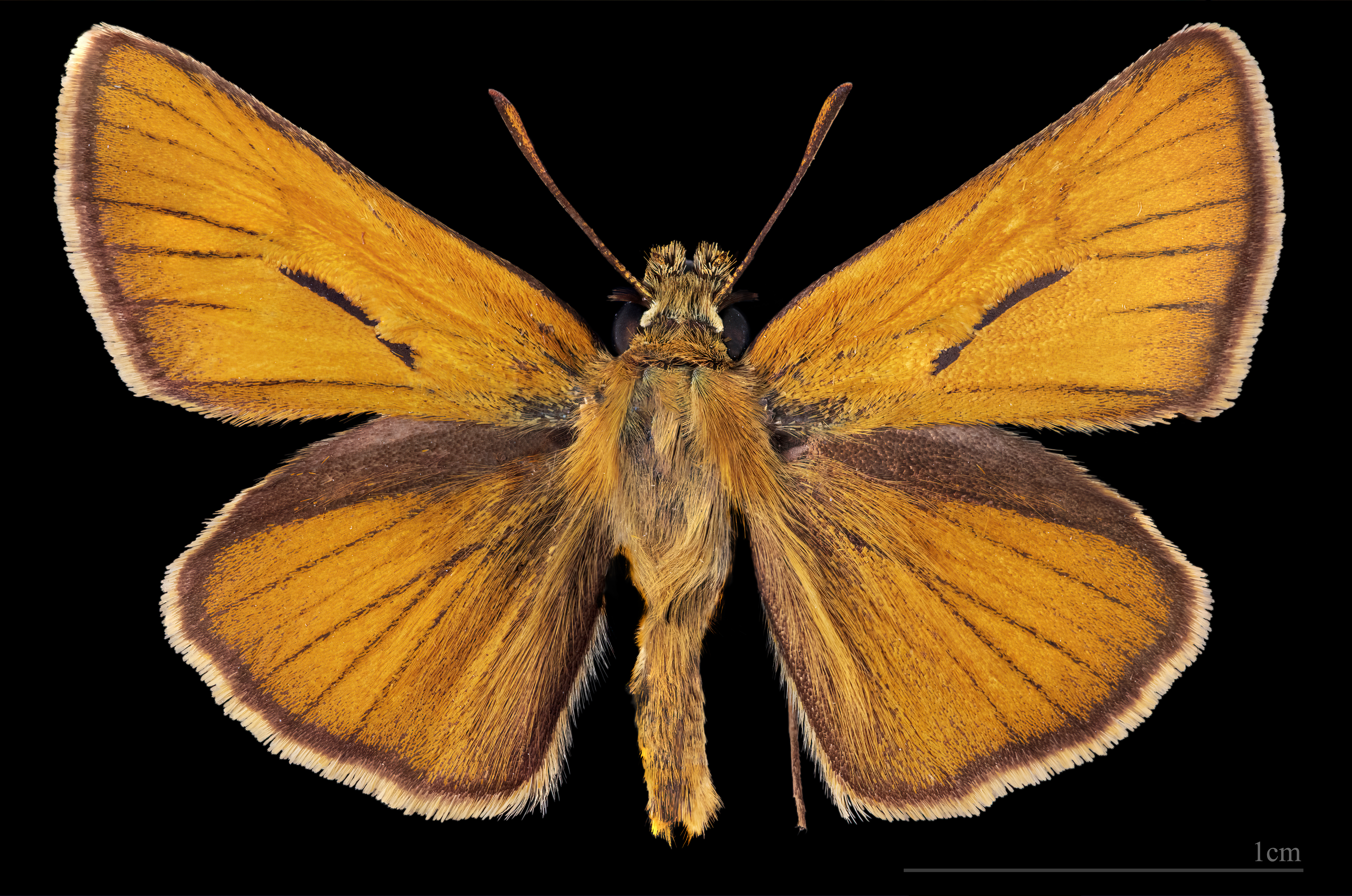
Thymelicus sylvestris ♂
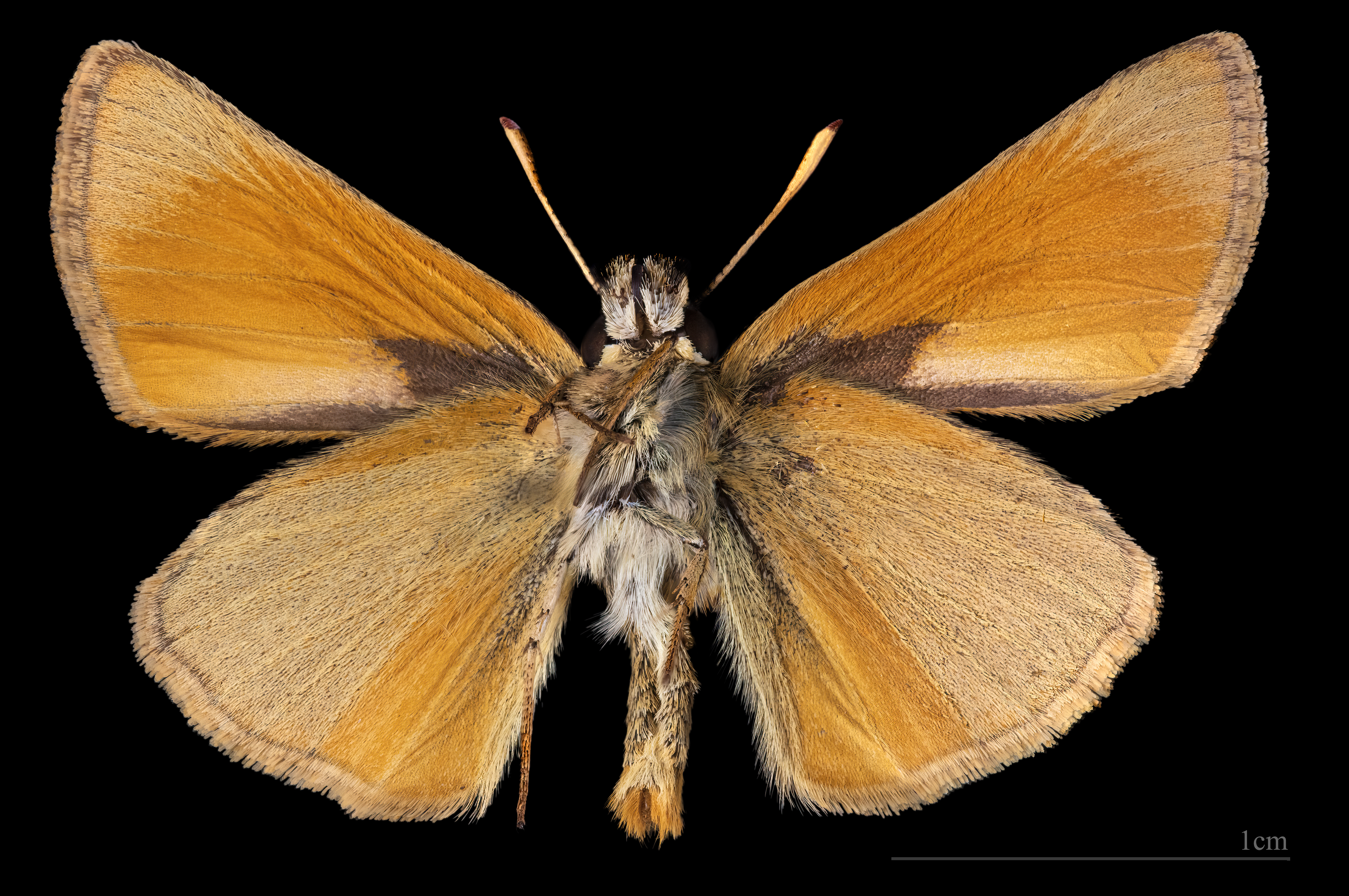
♂ △

## Спосіб життя
Метелики літають з середини червня до кінця липня. Гусінь світло-зелена, живе на різних злаках. Зимує гусінь у першому віці.